# Кокірлень
Кокірлень, Кокірлені (рум. Cochirleni) — село у повіті Констанца в Румунії. Входить до складу комуни Расова.
Село розташоване на відстані 152 км на схід від Бухареста, 52 км на захід від Констанци, 128 км на південь від Галаца.

## Населення
За даними перепису населення 2002 року у селі проживали 1285 осіб, з них 1283 особи (99,8%) румунів. Рідною мовою 1283 особи (99,8%) назвали румунську.